# Henry L. Fuqua
 (janvier 2019).
Si vous disposez d'ouvrages ou d'articles de référence ou si vous connaissez des sites web de qualité traitant du thème abordé ici, merci de compléter l'article en donnant les références utiles à sa vérifiabilité et en les liant à la section « Notes et références ».
Pour les articles homonymes, voir Fuqua.
Henry L. Fuqua, né le 8 novembre 1865 et mort le 11 octobre 1926, est un homme politique américain, gouverneur de la Louisiane du 13 mai 1924 au 11 octobre 1926 et membre du Parti démocrate. 

## Biographie
Fuqua est né à Bâton-Rouge du capitaine James Overton Fuqua (1822-1875) et de Jeanette M. Fowles (1833-1900). Son père était un commandant de la compagnie A du 16e régiment d'infanterie de Louisiane (East Feliciana Guards). Il fait ses études au Magruder's Collegiate Institute et à l'université d'État de Louisiane, tous deux à Baton Rouge. Le 4 juin 1890, Fuqua épouse Marie Laure Matta (1866-1968) et ils ont deux enfants. 
Avant son entrée en politique, Fuqua est l'assistant d'ingénieurs en construction des chemins de fer de la Yazoo and Mississippi Valley Railroad. Il est ensuite commis et représentant de commerce. En parallèle, il crée et exploite son entreprise à Baton Rouge de 1883 à 1922.
En 1916, Fuqua devient directeur du pénitencier de Louisiane à Angola, au nord de Baton Rouge. Il occupe ce poste jusqu'à ce qu'il devienne gouverneur. En tant que directeur, il licencie la plupart des agents de sécurité du pénitencier et les remplace par des gardiens fidèles. Par la suite, Fuqua abolit les rayures sur les uniformes des condamnés. 

### Carrière politique
Andrew R. Johnson, qui était sénateur de l'État de Louisiane depuis 1916, est invité à se porter candidat à la fonction de gouverneur en 1924. Il décline néanmoins et Fuqua est alors pressenti. Ce dernier affronte Long et Bouanchaud et remporte les élections. 
Fuqua apporte des compétences considérables en matière de gestion, mais son manque d'expertise politique entrave ses efforts pendant son bref mandat. On se souvient de lui pour son intérêt pour la construction de digues et de routes, ainsi que pour son combat contre le Ku Klux Klan ressuscité, que John M. Parker avait cherché, et avait largement échoué, à contrer. Le Klan était initialement apparu l'année de la naissance de Fuqua, pas en Louisiane, mais à Pulaski, dans le Tennessee. Pendant le mandat de gouverneur de Fuqua, les lois anti-KKK de la Louisiane imposent des peines sévères à toute personne portant un masque ou à toute personne ayant commis un crime masqué. Une exception est faite pour les fêtes populaires telles que la célébration de Mardi Gras.
En plus de réprimer le Klan, Fuqua travaille également à l'augmentation du budget de son Alma mater, LSU, afin de construire davantage de bâtiments sur le nouveau campus situé dans le sud de Bâton Rouge. Dans une société de ségrégation, il soutient également l'expansion de l'établissement d'enseignement supérieur afro-américain, Southern University à Bâton Rouge. 
D'autres éléments de son poste de gouverneur ont moins de succès. Ainsi il rencontra des difficultés lorsqu'il confia la construction d'un pont à péage reliant l'Est de la Nouvelle-Orléans à Slidell, de l'autre côté du lac Pontchartrain, à une entreprise privée, le syndicat Watson-Williams, représenté par l'ancien gouverneur Jared Y. Sanders. Cette attribution fera l'objet de vives critiques qui seront, pour partie, la cause de la défaite aux élections pour le poste de gouverneur de 1928 du candidat soutenu par Fuqua.